# Duna-Drava National Park
Duna-Drava nationalpark är en nationalpark i Ungern. Den ligger i provinsen Baranya, i den sydvästra delen av landet, 170 km söder om huvudstaden Budapest. Duna-Drava nationalpark ligger 263 meter över havet.
Terrängen runt Duna-Drava nationalpark är kuperad åt nordväst, men åt sydost är den platt. Terrängen runt Duna-Drava nationalpark sluttar söderut. Runt Duna-Drava nationalpark är det tätbefolkat, med 849 invånare per kvadratkilometer. Närmaste större samhälle är Pécs, 0,63 km sydost om Duna-Drava nationalpark. Runt Duna-Drava nationalpark är det i huvudsak tätbebyggt.
Trakten ingår i den hemiboreala klimatzonen. Årsmedeltemperaturen i trakten är 12 °C. Den varmaste månaden är juli, då medeltemperaturen är 24 °C, och den kallaste är februari, med 0 °C. Genomsnittlig årsnederbörd är 949 millimeter. Den regnigaste månaden är maj, med i genomsnitt 134 mm nederbörd, och den torraste är augusti, med 58 mm nederbörd.